# Río La Laguna
El río La Laguna es un curso natural de agua que nace en la cordillera de los Andes y fluye por la Región de Coquimbo para desembocar en el río Turbio (Elqui).

## Trayecto
El río La Laguna, se origina en la junta de los ríos Colorado, que nace al pie del paso Agua Negra (4790 m), y de otros esteros que regojen las aguas del cerro San Andrés (4996 m) y de tres pasos fronterizos. Son el río de La Gloria y el río Colorado. En los orígenes de este último se ubica el glaciar Tapado, el único glaciar existente en el área.: 70 
En el embalse La Laguna descansan las aguas del río pocos después de la confluencia de los ríos formativos.
La ruta internacional Ruta 41-CH entre La Serena (Chile) y San Juan (Argentina) sigue las sinuosidades del lecho del río hasta el paso Agua Negra.: 66 

## Caudal y régimen
El informe de la Dirección General de Aguas concluye que "todas las estaciones fluviométricas muestran un régimen nival y presentan sus menores caudales en el mismo período". Y continua, "Corresponde íntegramente a toda la hoya hidrográfica del río Elqui, incluyendo sus principales afluentes: río Claro, estero Derecho, río Cochiguaz, río Turbio, río La Laguna y río Del Toro. En todos estos cauces se observa un régimen nival, con los mayores caudales entre noviembre y febrero en años húmedos. En años secos los caudales tienden a ser más uniformes a lo largo del año, sin mostrar variaciones importantes. El período de estiaje ocurre en meses de invierno, en el trimestre dado por los meses de junio, julio y agosto.": 54 

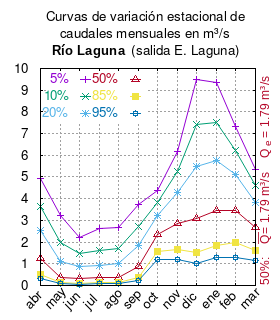
Curvas de variación estacional del río Laguna a la salida del embalse La Laguna.

El caudal del río (en un lugar fijo) varía en el tiempo, por lo que existen varias formas de representarlo. Una de ellas son las curvas de variación estacional que, tras largos periodos de mediciones, predicen estadísticamente el caudal mínimo que lleva el río con una probabilidad dada, llamada probabilidad de excedencia. La curva de color rojo ocre (con {\displaystyle {\color {Red}\vartriangle }}) muestra los caudales mensuales con probabilidad de excedencia de un 50%. Esto quiere decir que ese mes se han medido igual cantidad de caudales mayores que caudales menores a esa cantidad. Eso es la mediana (estadística), que se denota Qe, de la serie de caudales de ese mes. La media (estadística) es el promedio matemático de los caudales de ese mes y se denota {\displaystyle {\overline {Q}}}. 
Una vez calculados para cada mes, ambos valores son calculados para todo el año y pueden ser leídos en la columna vertical al lado derecho del diagrama. El significado de la probabilidad de excedencia del 5% es que, estadísticamente, el caudal es mayor solo una vez cada 20 años, el de 10% una vez cada 10 años, el de 20% una vez cada 5 años, el de 85% quince veces cada 16 años y la de 95% diecisiete veces cada 18 años. Dicho de otra forma, el 5% es el caudal de años extremadamente lluviosos, el 95% es el caudal de años extremadamente secos. De la estación de las crecidas puede deducirse si el caudal depende de las lluvias (mayo-julio) o del derretimiento de las nieves (septiembre-enero).

## Historia
Francisco Solano Asta-Buruaga y Cienfuegos escribió en 1899 en su obra póstuma Diccionario Geográfico de la República de Chile sobre el cauce completo del río, es decir, el La Laguna y el Turbio:
Río Turbio.-—Riachuelo mediano del interior de los Andes en el departamento de Elqui, de poco mayor caudal y de más largo curso que los del Río Claro, con el cual se junta en la inmediación al O. del pueblo de Ribadavia para dar principio al río Coquimbo. Su principal corriente de agua proviene de una pintoresca laguna, rodeada de agrias y áridas sierras y vecina al SE. de un vasto cerro de 5,170 metros de altitud que se halla sobre la línea anticlinal de los mismos Andes por los 30º 29' Lat. y 70º 14' Lon. y que por su proximidad á ella denominan volcán de la Laguna ó de Elqui. Al salir dicha corriente de ese receptáculo, que recoge los derrames del noroeste del volcán y los del norte del contrafuerte que éste despide al poniente, se dirige al NNO. hasta Guanta y de aquí hacia el SO. hasta su confluencia con el Río Claro, corriendo con un desnivel de 4 á 5 por 100 estrechada entre altos ribazos. Del sur recibe principalmente el arroyo de la quebrada de Ingagua que desemboca en su izquierda poco más al E. de la aldea de Guanta, pero por su derecha le entran varios otros más ó menos pequeños, que vienen de las vertientes de la sierra de Doña Ana sobre los límites del nordeste y norte de su propio departamento, de los cuales los más notables son, siguiendo su curso, el riachuelo del Toro que contiene los baños termales de este nombre, el de los Piuquenes, de Gualata, Tilo, Guanta y Pucalemu. Se encuentran también, en el mismo orden, entre sus estrechas riberas los parajes del Tilo, de Guanta, Chapilca, Totoralillo y Varillar. Á lo largo del Río Turbio y rodeando la dicha laguna, va el camino para la Repúpublica Argentina.
Luis Risopatrón lo describe en su Diccionario Jeográfico de Chile de 1924:: 457 
Laguna (Rio de La) 30° 00' 70° 06'. Nace en las faldas del cordón limitáneo con la Arjentina, serpentea en medio de grandes rocas, corre hácia el N en un cajón mui angosto hasta La Laguna, después de la cual se ensancha un poco i concluye por desembocar en la márjen S del rio Turbio, en las vecindades de Pasto Salado; en la quebrada se encuentran vegas hasta la altitud de 3 545 m, las que sirven para cortos alojamientos i reducido número de animales, los qué a veces tienen que aprovechar de la paja de las. faldas de los cerros. La pendiente media del rio entre la desembocadura de la quebrada de San Andrés í Pasto Salado es de 2,8%. El sendero de la parte superior del cajón hasta la desembocadura del rio Colorado, es mui malo, pues va constantemente por el lecho del rio i es mui angosto i peligroso; entre La Laguna i el Piden, el sendero cruza el rio repetidas veces por vados peligrosos. 66, p. 222; 118, p. 91, 142, 166, 171, 175, 179 i 187; 134; i 156.